# アメトーーク!
『アメトーーク!』は、テレビ朝日系で2003年4月8日から放送されているトークバラエティ番組。30分番組時代は『雨上がり決死隊のトーク番組 アメトーク!』（あめあがりけっしたいのトークばんぐみ アメトーク!）→1時間番組となってからは「トーク」の長音符が2本になり『雨上がり決死隊のトーク番組 アメトーーク!』（あめあがりけっしたいのトークばんぐみ アメトーーク!）が正式タイトルだったが、2021年8月17日をもってMCの雨上がり決死隊が解散を発表したことにより、『アメトーーク!』が正式番組名として蛍原徹単独でのMCとなり現在へ至る。キャッチフレーズは「業界内視聴率ナンバー1!」。字幕放送実施番組。なお、番組名は最後に「!」が付くのが正しい表記だが、タイトルロゴは一貫して『アメトーーク』のように「!」が付かない。
2016年10月16日から2018年9月2日までは『日曜もアメトーーク!』（にちようもアメトーーク!）も放送されており、週2回放送の時期があった。

## 概要
雨上がり決死隊デビュー後、単独では初めての冠番組。なお、複数の芸人がメインとして出演した冠番組としては過去に同じくテレビ朝日で放送された『アメジャリチハラ』（1996年10月〜1997年3月、雨上がり決死隊・ジャリズム・千原兄弟による3組合同の冠番組）があった。
まず、2002年10月3日に単発スペシャル番組『苦節14年 初冠特別番組 雨上がり決死隊!!』が放送。この時には既にゲストを迎えてのトークというスタイルが出来上がっていた。その後は同様に単発で2度（同年12月7日、2003年3月24日）放送され、当時のゲストは陣内孝則など。2003年4月8日から、晴れて『雨上がり決死隊のトーク番組 アメトーク!』としてレギュラー番組化された。2006年9月26日までは放送時間がネオネオバラエティ（ネオバラエティ第2部）にて、毎週火曜日未明（月曜日深夜）0:16 ‐ 0:46（後に0:15 - 0:45に1分前倒し）だった。
2006年9月、『クイズプレゼンバラエティー Qさま!!』のゴールデン枠進出により、同年10月12日から現在の放送時間のネオバラエティ（ネオバラエティ第1部）となった。MCだった宮迫博之によると「放送時間が2倍になったから」という理由でタイトルに長音符が1本追加された（厳密には25分拡大、その後さらに5分拡大し名実共に2倍となった）。これは木曜昇格1回目の放送時にて言われたもので、宮迫曰く「ゴールデンで2時間スペシャルをやったらタイトルは伸ばしが4本（アメトーーーーク）になる」とのこと。ネオバラエティに昇格して初のゴールデンタイムでの放送（2007年9月20日）は3時間番組で、その言葉通りタイトルが「アメトーーーーーーク」と長音符6本になった。また、以降もゴールデンでのスペシャルでは、放送時間30分ごとに長音符1本付いたタイトル表記になっている。ゴールデンタイムで特番が放送された日に、通常枠でも「延長戦」として通常放送を行う場合もある。2012年から毎年12月30日の5時間SPは『輝く!日本レコード大賞』と時間帯が被るため『輝く!〇〇名』が付くようになった。その後、木曜日以外にも特番を放送する（主に改編期の金曜日だが、後述の通り土曜日と日曜日に特番が組まれたこともある）ケースが増えており、その場合は翌週のレギュラー枠において「延長戦」と称し、特番の放送時間に入りきらなかったシーンなどを放送している。
特番の放送の翌週（または数週後）には諸事情でゴールデンタイムでは放送されなかった部分を「ゴールデン未公開スペシャル」として1回、もしくは2週に分けて放送する。このバリエーションとしてスペシャル放送での企画の1つを1時間全て使い、ゴールデン未放送場面も含め放送する「完全版」がある。また、特番の直前の回ならびに番組DVDの発売前後にはコーナーの切り替わり時とCM開けのタイミングで、これらのスポットPRが流れる。
原則番組休止は年末年始や不定期にスポーツ中継を行う以外は行っていない。ただ8月は高校野球関連番組『熱闘甲子園』で30分、改編期に21時枠のドラマ枠拡大（主に初回）で15分それぞれ繰り下がる。2023年まで毎年7月にテレビ朝日が独占中継をしている『全英オープンゴルフ』中継する際は休止していた。
高橋茂雄（サバンナ）が企画した「中学の時イケてないグループに属していた芸人」で、2009年1月の月間ギャラクシー賞を受賞。また、この番組で取り上げられ話題を呼んだ「雛壇芸人」「家電芸人」が2009年のユーキャン新語・流行語大賞へノミネートされた。
深夜番組にも拘らず視聴率は平均で10%ほど（ビデオリサーチ調べ、関東地区・世帯・リアルタイム）あり、時には15%前後（ビデオリサーチ調べ、関東地区・世帯・リアルタイム）を取ることも。2012年6月21日の「広島カープ芸人」では、広島ホームテレビにて歴代最高となる21.1%（ビデオリサーチ調べ、広島地区・世帯・リアルタイム。なお、同日のテレビ朝日は13.0%〈ビデオリサーチ調べ、関東地区・世帯・リアルタイム〉）を記録。マイナビニュースが2012年4月に同会員を対象に行ったアンケートでは「毎回欠かさずに見ているテレビ番組」で1位となっている。
また業界視聴率が高いということもあって、この番組をきっかけに知名度を上げブレイクした芸人や再ブレイクに至った芸人も多い。例としてサバンナ、有吉弘行、ケンドーコバヤシ、野性爆弾、ピース、レイザーラモンRG、椿鬼奴、博多大吉、ティモンディなどが挙げられる。
同じ加地倫三プロデューサーが手がける『ロンドンハーツ』とは姉妹番組にあたり、番組の終盤では『ロンドンハーツ』の番組予告が流される。2012年5月1日には当番組とのコラボ番組が放送された。その内容は『アメトーーク!』に『ロンドンハーツ』のMCであるロンドンブーツ1号2号や同番組への出演頻度が高いゲストが出演して、逆に『ロンドンハーツ』に『アメトーーク!』のMCである雨上がり決死隊や同番組への出演頻度が高いゲストが出演するという、お互いの番組に出演し合うというものだった。2016年4月から『ロンドンハーツ』は火曜日21時から金曜日21時に枠移動となり『金曜★ロンドンハーツ』として放送されることになり、それを受け2016年4月8日には、19:00 - 23:09に『金曜★ロンドンハーツ&アメトーーーーク!姉妹番組4時間SP!!』として本番組の特番後に『金曜★ロンドンハーツ』としての初回が放送された。当週は『報道ステーション』がメインキャスター交代とスタジオセット改修工事に伴う全曜日休止のため、初めて年末以外で『報道ステーション』を休止する形で22時に跨る。2016年7月1日にも、19:00 - 21:48に『アメトーーク&金曜★ロンドンハーツ姉妹番組3時間SP!!』として、両番組合体形式での3時間スペシャルが放送された。

### 変遷
2018年10月4日放送分より23:20 - 翌0:20枠に変更された（5分繰り下げ）。同時に正式開始時刻も23:20:00に変更されたが、2019年10月3日放送分より再度23:15 - 翌0:15枠に戻った。
2019年4月18日の放送終盤に、同年2月14日放送「高校中退芸人」にて事実と異なる内容や差別的表現があったとして謝罪した。また、同番組公式サイトにも同様の謝罪文を掲載。
2019年6月、宮迫によるいわゆる闇営業問題が発覚。この影響で問題発覚後の6月13日の放送では、ナショナルスポンサー4社のうち2社がACジャパン（30秒×2）のCMに差し替え、翌週の6月20日の放送ではナショナルスポンサーの提供クレジットが自粛となり、残っていたスポンサーのうち1社がACジャパンのCMに差し替え、さらに翌6月27日の放送では、ナショナルスポンサー全社がACジャパンに差し替えとなったほか、吉本興業が2019年6月24日に宮迫を含む11人の芸人の謹慎処分を発表したことに伴って宮迫の出演部分がカットされた。テレビ朝日は「当面の間、宮迫の出演を見合せる」としている。なお、宮迫は同年7月19日に吉本から契約解消（その後処分撤回）されている。これらの影響で、前年まで夏季の恒例企画だった「高校野球大好き芸人」の放送が見送られた。
問題発覚後、宮迫不在で初の収録・放送となった2019年8月1日放送「スポーツ推薦芸人」では宮迫の代役として有吉・陣内智則が出演し、蛍原と共に出演メンバーとトークを展開した。以降番組は蛍原と週替わりのMCとの組み合わせで収録を行っている。宮迫が事実上の降板となった後、同年9月26日放送の「ツッコミ芸人が選ぶ このツッコミがスゴイ!」では、平均視聴率は9.0%（ビデオリサーチ調べ、関東地区）と同年最高の視聴率を記録。同年10月10日放送の『〜クセがすごい女性グループ〜 BiSHドハマり芸人』も8.5%と高視聴率を記録した。
2021年6月24日、公式ファンクラブ&動画配信サービス『アメトーークCLUB』を開設。最新回は配信されないものの、月額770円（税込）で過去回やオリジナルコンテンツを配信する。
2021年8月17日の特別編『雨上がり決死隊解散報告会』内にて、MCを務めていた雨上がり決死隊の解散に伴い番組タイトルが『雨上がり決死隊のトーク番組アメトーーク!』から『アメトーーク!』への改題が発表された。
2日後の2021年8月19日には解散後では初となる、同年9月30日放送「マセキ芸人〜リベンジ〜」の収録を行った。
解散後初放送となった2021年8月19日の放送終盤にて、蛍原が「先日ですね解散を発表しましたが、これからも引き続きアメトーーク!をよろしくお願い致します」と述べながら頭を下げるシーンが放送された。また、スタジオセットの入り口の壁は「雨」から「ホ」に変更された。
2022年4月の改編でネオバラエティが廃止され、月曜 - 水曜の23:15 - 翌0:45に新しいバラエティ番組枠『スーパーバラバラ大作戦』が編成されることとなった。これにより当番組はバラエティ番組枠から外れて独立することになったが、従来通り23:15 - 0:15枠で継続する。同時に提供クレジットのカラー表示およびナショナルスポンサーの提供クレジットの表示を、番組後半から番組中盤に移動。
2022年7月19日に放送された「アメトーーク!『ダチョウ倶楽部を考えようSP』」が2022年7月度ギャラクシー賞月間賞を受賞した。
2023年1月12日放送回「プロ麻雀・Mリーグ芸人」から在京民放キー局各社などが共同出資している動画配信サービス「TVer」にて見逃し配信を開始することを同月10日に発表した。
2024年3月1日、TVerで配信された午後11時以降放送のバラエティー番組として再生数1位に輝き、TVerアワードで特別賞を受賞した。
2025年3月3日、TVerアワード2024 特別賞を受賞した。

## 内容
番組開始当初はお笑い芸人だけではなく、バラエティタレント・アイドル・俳優（女優）・モデル・スポーツ選手・アナウンサーなど様々なジャンルのゲストをスタジオに招いてきた。しかし、2004年後半ごろから2000年代のお笑いブームに便乗する形で人気若手芸人数組を一度にゲストとして招くようになり、主にお笑いファンの視聴者をターゲットにした番組となった。トークテーマは回によっては様々だが、2010年頃から「○○あるある」は毎週トークテーマに挙がることが多い。
現在では「ガンダム芸人」など共通の趣味や特徴を持った芸人を集めてトークする企画、いわゆる「くくりトーク」（後述）が特に人気を博している。内容のマニアックさが23時台という時間帯に絶妙にマッチした番組となっており、高視聴率にも拘らず『「ぷっ」すま』と並んでゴールデン進出に反対する視聴者が多いことでも知られる。なお、加地プロデューサーは2009年のインタビューで「一度もゴールデン進出の正式な要請は受けていない」と発言している。先述通り、2016年には日曜版『日曜もアメトーーク!』によってゴールデンに進出する形となった。
後述する「くくりトーク」を展開するゲスト陣（以降、便宜上「パネリスト」と表記）とは別に、ジャンルに関する知識が未知である「知らないゲスト（もしくは詳しくないゲストや知りたいゲストなど）」・ジャンルに関する知識があってもまだ未熟である「アンチの立場を取るゲスト（または否定派）」（以降、両立場とも便宜上「オブザーバー」と表記）のゲストが出演する場合がある。場合によってはオブサーバー側のゲストが1人も出演しない例もある。
オブザーバーが出演の際、男女共通して週替わりのサポートMCまたは蛍原（宮迫降板前は宮迫）の隣へ座る。その際は当人が収録前にマイクの風防（カバー）の色を決め、それによってMCやパネリストとの絡みのレベルを決めるというルールがある。
深夜の30分時代にはゲストによって放送を2回にまたぐこともあり、さらに先週のゲスト未放送分 → 今週のゲスト登場 → そのまま次週に続くというパターンも多かった。55分に拡大してからはほぼ全ての内容を1回で全て完結させているのでこのパターンは見られなくなったが、2008年2月7日・14日放送は「出川ナイト」として初の2週連続放送を行った。さらに、2012年5月17日・24日放送の「博多華丸・大吉芸人」では、収録開始の時点で2週連続での放送が決まっていた。
2016年10月から2018年9月まで、従来（木曜放送）の『雨上がり決死隊のトーク番組アメトーーク!』・『日曜もアメトーーク!』と週2回体制となっていたが、両者の放送内容は大きく変わらなかった。従来版が、ある程度マニアックな「くくり」であることが多かった。
2020年5月21日放送の「おうち大好き芸人」からは新型コロナウイルス感染防止のため、一部の出演者はリモート収録で行い、出演者の間にアクリル板を設置して収録している。（2023年現在、コンビ同士にはアクリル板は設置していない）

### くくりトーク
番組開始当初は通常のトークも行われていたが、2004年6月14日に眼鏡を着用している芸人を集めた「メガネ芸人」を放送した際、出演者・スタッフ共に手応えを感じたため「共通点を持った芸人を集めたトーク」というシステムの原型になった。以降は「所属事務所が同じ芸人」を集めたトークなどが多く行われている。
その後、芸人自身がやりたい企画をプレゼンして実現を目指す「プレゼン大会」がスタート。「ある共通の趣味や特徴をもった芸人を集めてトークする」という旨の企画が多くプレゼンされた。このプレゼン大会から「ガンダム芸人」「華の昭和47年組」など数々の企画が実現、「あるくくりを持ったゲストを集めてトークする」というスタイルが完成した（芸人以外がプレゼンする場合もある）。
当初はゲスト芸人が登場した後に蛍原が「皆さんは、何のくくりですか?」と聞き、1名が「僕たちは（私たちは）、」と言った後に全員で「〇〇芸人です!!」と名乗ってから始めていたが廃止され、オープニングで蛍原が紹介するようになった。ただし「胸デカイ芸人」（2018年6月21日）、「BiSHドハマリ芸人」（2019年10月10日）など時折復活することがある。
この「くくりトーク」というシステムは、実際にはテレビ東京『やりにげコージー』や読売テレビ『ダウンタウンDX』、日本テレビ『踊る!さんま御殿!!』のスペシャルなどですでに行われていたが、2007年6月号の「日経エンタテインメント!」では「くくりトーク」を紹介する記事が掲載され、その注目を集めるきっかけとなった番組としてフジテレビ『HEY!HEY!HEY!』の「ゆかりトーク」と共に当番組の「くくりトーク」を紹介している。
『アメトーーク!』の、上記の番組と異なるシステムとして「打ち合わせ」がある。例えば多数のゲストを集めてトーク番組を収録する時、通常はゲストがそれぞれ打ち合わせをする。しかし『アメトーーク!』では事前にゲスト全員を一堂に集めて、全員で打ち合わせを行っている。これにより、その趣味を持った人にしか思いつかないような面白い話やトークテーマが多く生まれるという。またゲスト同士で強い連帯感が生まれ、例えば出演者の1人がトークなどで失敗しても他の出演者がそれをカバーするなどといった光景も見られる。
部活動経験者、スポーツ、音楽や歌手、特定のタレント、アニメや漫画、食べ物、ゲームをテーマにしたくくりといったお笑い以外にもスポットを当てたテーマも取り上げるため、多岐に渡ってテーマが存在する。取り上げられたジャンルは放送終了後に当該ジャンルのWebサイトへのアクセス及びセールスが上昇し、とりわけ外食チェーン店の場合は店舗に客が殺到するなど店に対する反響も大きい。

### セット
基本的にセットには雨上がり決死隊を表した巨大な「雨」→蛍原の「ホ」や、カエルのオブジェなどで鮮やかに装飾されているが、トークテーマに合わせてセットが変わることがある。例えば「立ち食いそば芸人」ではゲストの席がそば屋のカウンター風、山口智充がゲストの回では山口が四角いものを好むためバックの雨の文字が角張っている、「ジョジョの奇妙な芸人」では石仮面など。この他にもセット変更例は多数あり、回によっては採り上げる当人から借りたグッズが使用されることがある。

## 司会者
蛍原徹
字幕テロップは緑。進行・聞き手に専念し、コーナーのタイトルコールも普段は蛍原が担当。宮迫とは対照的に漫画・アニメ・特撮・ゲームなどに疎く、ファンであれば知っていて当然の話題に素っ頓狂な受け答えをするのはしょっちゅうだが、自身の趣味である競馬・麻雀・プロ野球・ゴルフ・ドラマ『北の国から』の話題になるとトークに割り込むことも。またボケることも少なくなく、その度に宮迫からツッコまれているがコンビ間で「蛍原は収録1回につきボケるのは1回まで」という取り決めがあったらしい。「バイク芸人」では水平乗り（フライング乗り）をするのがお約束となっていたため、「アメトーーク! フィギュアストラップ」では蛍原のポーズにも採用された。宮迫降板後はボケる回数も増え、2019年末のアメトーーク!大賞では流行語大賞と反省大賞を同時受賞。蛍原が体調不良の際は代役MCとして、狩野英孝、陣内智則、土田晃之が務めている。「絵心ない芸人」はパネリスト側のゲストとして出演する。
宮迫博之（2003年4月7日 - 2019年6月20日、2021年8月17日）
字幕テロップは紫。積極的にトークへ加わり、特に自身の趣味である漫画やアニメなどを扱った回では進行を忘れ、ゲストと共に熱中することも多かったが共演者同士だけでトークが盛り上がった際には「TVショーですよ」と注意することがあった。
2019年6月、宮迫をはじめとした芸人らが特殊詐欺グループとされる反社会的勢力主催の会合へ参加し、一定の現金を受け取っていた問題（いわゆる「闇営業問題」）が発覚し、6月24日に吉本興業がこの件に関係した宮迫を含む所属芸人11名を当面の間、活動を停止し謹慎処分とすることを決定したため、6月27日放送分から7月11日放送分まで、宮迫の出演シーンをカット（映ったとしても胴体の一部が映る程度）して放送し、番組表のMC表記も蛍原のみとなった。7月19日に吉本から契約解消された。出演見合わせ→降板以降は過去のVTRが放送される際も出演シーンはカットされている。ただし、「アメトーークCLUB」で配信される過去回はノーカットで収録されている。
2021年8月17日を以て雨上がり決死隊は解散、同日に解散報告会と題した特別編（ネット配信）にて2年振りかつ最後のコンビ出演となった。

## BBS
番組公式サイトには視聴者からの意見を掲載するBBSがある（現在は終了している）。また、BBSに投稿された意見を番組内で一部紹介することもある。他にも視聴者からの企画提案も多数掲載されるが、加地プロデューサー曰く今のところ採用された企画は「BOØWY芸人」のみとのこと。
最近では前述のプレゼン大会が放送された後はBBSに多くの反響が寄せられ、1週間で1,000件以上の書き込みがされていたことも。第1回は「ガンダム芸人」、第2回は「越中芸人」、第3回は「ジョジョの奇妙な芸人」が反響の大多数を占めた。

## DVD・Blu-ray
- Vol.1からVol.6・Vol.8はネオバラエティ時代の企画が2本と30分時代の企画が1本という構成、Vol.7・Vol.9はネオバラエティ時代の企画から3本という構成となっており、プレゼン企画から発案された企画に関してはプレゼン模様も同時に収録されている。Vol.10からは姉妹番組であるロンドンハーツのDVDと同様、2枚組となり収録本数も今までの3本から4本に増量され、Vol.10・Vol.11はネオバラエティ時代の企画から4本、Vol.12はネオバラエティ時代の企画が3本と30分時代の企画が1本という構成になっている。DVD発売の回でプレゼンした出川によると、「所属事務所が吉本以外のタレントが多数写っているので、許可を取るのが大変だった」という。さらにVol.11以降は訳あってオンエアにはならなかった未公開シーン（Vol.37〜42までは未公開シーンはなし）、舞台裏が収録される。
- 2013年3月時点において、24巻までで210万本のセールスを記録している。バラエティ番組のDVDがここまでヒットした例は希少で、他に同等のセールスを果たしているのはダウンタウンの番組や『水曜どうでしょう』など少数しかない。
- 2011年4月11日付のオリコン週間総合ランキングで、14巻が初週2.4万枚を売り上げ総合第1位、15巻が2.3万枚を売り上げ総合第2位、13巻が2.2万枚を売り上げ総合第3位となり、バラエティお笑いDVD同一シリーズ史上初となるトップ3独占となった[26]。
- 2011年10月10日付オリコン週間総合ランキングでは、17巻が初週約3万2000枚で総合1位、16巻が約2万7000枚で総合第2位、18巻が約2万5000枚で総合第3位で、2度目のトップ3独占となった[27]。
- アメトーーク!BD&DVD応援店舗で（よしもとアール・アンド・シー公式サイト内に応援店舗リストを掲載）購入すると、着せ替えジャケットを先着でもらえる。
- ブルーレイ化は第10弾以降、ベスト盤。
- エンディングロールはテレフォンオペレーターが流れ各巻のハイライトシーンが流され、「SEEYOUNEXT VOL.（その巻）」と出て終わる。
  - エンディングロールのみになった。
  - メニューで選べる。

DVD第1弾
- 家電芸人
- ガンダム芸人
- メガネ芸人
- 有吉弘行あだ名ダイジェスト（特典映像）
  - 着せ替えジャケット
    - サンライズ描きおろし

- 高田純次と絡みやすい仲間たち
- ホテルアイビス芸人
- 中川家&次長課長
- イジリー岡田の楽屋探訪（特典映像）

- 中学の時イケてないグループに属していた芸人
- 餃子の王将芸人
- 江頭2:50とトーク
- 山崎邦正・乱入シーン（特典映像）
  - 着せ替えジャケット
    - 王将フードサービス監修

- 「ケンドーコバヤシ プレゼン大会 タブー 一挙公開 完全版!!」

「アメトーークDVD 1〜3」を購入し、2009年5月10日までに応募するとプレゼントされる特典DVD
DVD第2弾
- ガンダム芸人VS越中詩郎芸人
- ハンサム芸人
- 竜兵会
- おぎやはぎ小木名前ゲーム（特典映像）

- 出川ナイト
- エヴァンゲリオン芸人
- ひな壇芸人
- 関根勤一人ものまね（特典映像）
  - 着せ替えジャケット
    - 貞本義行描きおろし

- 徹子の部屋芸人
- たいこ持ち芸人
- 板尾創路伝説
- 宮迫と富田靖子（特典映像）

- 「ケンコバプレゼン企画 オリジナ○○芸人」

「アメトーークDVD 4〜6」を購入し、2009年9月30日までに応募するとプレゼントされる特典DVD
DVD第3弾
- 俺達のプロレスオールスター戦
- 〇〇じゃない方芸人
- 熟女芸人
- サンドウィッチマン富澤 奇跡の2カ国語放送（特典映像）

- SLAM DUNK芸人
- 最近の一発屋事情
- ミドル3
- リーダー出川哲朗の全然オモロないメンバー紹介（特典映像）
  - 着せ替えジャケット
    - 井上雄彦描きおろし

- 後輩の山崎に憧れてる芸人
- 小杉いじりたい芸人
- 椿鬼奴クラブ
- 江頭2:50楽屋中継 一人モノマネ傑作集（特典映像）

- 「ケンコバプレゼン企画 行け! マジックミラー号芸人」

「アメトーークDVD 7〜9」を購入し、応募するとプレゼントされる特典DVD
DVD第4弾
- side-ア
  - 中学の時イケてないグループに属していた芸人II
  - 人見知り芸人
- side-メ
  - 町工場芸人
  - あぁ農業高校芸人
  - 出川の休日 〜午後2時（撮り下ろし特典映像）

- side-ア
  - ポンコツ芸人
  - 腰痛い芸人
- side-メ
  - おなかピーピー芸人
  - 肥後という男 I＆II
  - 出川の休日 〜午後7時（撮り下ろし特典映像）

- side-ア
  - 徹子の部屋芸人II
  - 鈴木拓ナイト
- side-メ
  - RG同好会
  - 江頭2:50 with HG
  - 出川の休日 〜午後11時（撮り下ろし特典映像）

DVD第5弾
- side-ア
  - 天下一品芸人
  - グラップラー刃牙芸人
- side-メ
  - 気にしすぎ芸人
  - おばあちゃん子芸人
  - ブレイク前の若手4組 貴重映像（特典映像）
- 着せ替えジャケット
  - 板垣恵介描きおろし

- side-ア
  - 人見知り芸人II
  - 運動神経悪い芸人
- side-メ
  - 嫁を大事にしている芸人
  - 雨上がりファミリー
  - 芸人ドラフト会議（特典映像）

- side-ア
  - 逆襲のガンダム芸人
  - 相方どうかしてるぜ芸人
- side-メ
  - 愛方大好き芸人
  - 大阪だより
  - 四角フェチ芸人 ぐっさん（特典映像）
- 着せ替えジャケット
  - サンライズ描きおろし

- 「ケンコバプレゼン企画 デリいい話」

「アメトーークDVD 13〜15」を購入し、応募するとプレゼントされる特典DVD
DVD第6弾
- side-ア
  - 滑舌悪い芸人
  - キン肉マン芸人
- side-メ
  - 中学の時イケてないグループに属してた芸人III
  - 男子高芸人
  - 30分時代の禁断の作品① 伝説のおさむちゃん自己紹介（特典映像）
- 着せ替えジャケット
  - ゆでたまご描きおろし

=

* side-ア
- - 運動神経悪い芸人II
  - ジョジョの奇妙な芸人
- side-メ
  - ひとり呑み芸人
  - お酒飲めない芸人
  - 30分時代の禁断の作品② リアクション3（特典映像）
- 着せ替えジャケット
  - 荒木飛呂彦描きおろし

- side-ア
  - 絵心ない芸人
  - ガヤ芸人
- side-メ
  - 町工場芸人II
  - 女の子大好き芸人
  - 30分時代の禁断の作品③ 枠なし芸人（特典映像）

- 「ケンコバプレゼン企画 赤ちゃん芸人〜baby don't cry〜」

「アメトーークDVD 16〜18」を購入し、応募するとプレゼントされる特典DVD
DVD第7弾
- side-ア
  - 運動神経悪い芸人III
  - 運動神経悪い芸人VS少年野球チーム
- side-メ
  - 竜兵会VS出川ファミリー
  - 元コンビ芸人
  - たけし軍団（特典映像）

- side-ア
  - 徹子の部屋芸人III
  - キャプテン翼芸人
- side-メ
  - トリオ芸人
  - 即興コントすぐやる芸人
  - 第2回芸人ドラフト会議（特典映像）
- 着せ替えジャケット
  - 高橋陽一描きおろし

- side-ア
  - 滑舌悪い芸人II
  - 魁!!男塾芸人
- side-メ
  - 学生時代の友達とコンビ組んでる芸人
  - 黒沢オムニバス（黒沢ナイト＆歌って♪SONG FOR ME）
  - 出川ゴルフ奇跡の珍プレー（特典映像）
- 着せ替えジャケット
  - 宮下あきら描きおろし

- 「ケンコバプレゼン企画 デリいい話2／有吉プレゼン企画 アメトーーク大嫌い芸人」

「アメトーークDVD 19〜21」を購入し、応募するとプレゼントされる特典DVD
DVD第8弾
- side-ア
  - ロンドンハーツ芸人
  - ここにいるよ…ネギ芸人
- side-メ
  - 読書芸人
  - 勉強しかしてこなかった芸人
  - 誰が先輩?後輩?ハッキリさせよう（特典映像）

- side-ア
  - 運動神経悪い大賞
  - ビー・バップ・ハイスクール芸人
- side-メ
  - 女の子苦手芸人
  - ホリケンほっとけない芸人1＆2
  - 芸人の新ルールを考えよう（特典映像）
- 着せ替えジャケット
  - きうちかずひろ描きおろし

- side-ア
  - 博多華丸・大吉芸人
  - ジョジョの奇妙な芸人 第2部
- side-メ
  - バイク芸人
  - ええ声芸人
  - 第3回芸人ドラフト会議（特典映像）
- 着せ替えジャケット
  - 荒木飛呂彦描きおろし

- 「徳井プレゼン企画 AVサミット」

「アメトーークDVD 22〜24」を購入し、応募するとプレゼントされる特典DVD
DVD第9弾
- side-ア
  - どうした!?品川
  - 下ネタ大好き芸人
- side-メ
  - 愛方大好き芸人II
  - 俺達のゴールデンプロレス
  - 芸人の新ルールを考えようII（特典映像）

- side-ア
  - 女の子苦手芸人II
  - 広島カープ芸人
- side-メ
  - 絵心ない芸人II
  - ガヤ芸人II
  - 夢トーーク!（特典映像）
- 着せ替えジャケット
  - 広島東洋カープ監修（広島県ではビジターカラー・その他はホームカラー）

- side-ア
  - 出川と狩野
  - 勉強大好き芸人
- side-メ
  - ゴルゴ13芸人
  - ガリガリ芸人+デブ芸人vsガリガリ芸人
  - 立ちトーーク 第5弾（特典映像）
- 着せ替えジャケット
  - さいとうたかを描きおろし

- 「ケンコバプレゼン企画 LOVEパイオツ芸人」

「アメトーークDVD 25〜27」を購入し、応募するとプレゼントされる特典DVD
BEST版
DISC-ア
- 運動神経悪い芸人 ゴールデン＋運動神経悪い芸人vs少年野球チーム
- どうした!?品川
- エヴァンゲリオン芸人
- 人見知り芸人II
- 出川ナイト
- 熟女芸人

DISC-メ
- 中学の時イケてないグループに属していた芸人
- 滑舌悪い芸人 ゴールデン
- 女の子大好き芸人
- 博多華丸・大吉芸人
- ホテルアイビス芸人
- 即興コントすぐやる芸人

着せ替えジャケット
- 貞本義行描きおろし

DISC-ア
- 徹子の部屋芸人II
- ロンドンハーツ芸人
- 絵心ない芸人
- 天下一品芸人
- 俺達のゴールデンプロレス
- 肥後という男 I＆II

DISC-メ
- 出川と狩野
- 女の子苦手芸人 ゴールデン
- ジョジョの奇妙な芸人
- 町工場芸人
- 後輩の山崎に憧れてる芸人
- おなかピーピー芸人

着せ替えジャケット
- 荒木飛呂彦描きおろし

DVD＆Blu-ray第10弾
- side-ア
  - 運動神経悪い芸人vsガリガリ芸人
  - 相方どうかしてるぜ芸人 第2弾
- side-メ
  - オシャレって何なの芸人
  - 今、プロレスが熱い芸人
  - 本当はスゴイ!!松村邦洋（特典映像）

- side-ア
  - 好感度低い芸人
  - 中学の時イケてないグループに属していた芸人 第4弾
- side-メ
  - 福本伸行先生にシビれた芸人っ・・・・・・・!
  - スマホじゃない芸人
  - ジモンという男（特典映像）
- 着せ替えジャケット
  - 福本伸行描きおろし

- side-ア
  - 出川と狩野 第2弾
  - 俺たちくされ縁芸人
- side-メ
  - 北斗の拳芸人
  - ギスギスしてるけどキングコング同期芸人
  - こんにちは、ハーフ芸人です!!（特典映像）
- 着せ替えジャケット
  - ノーススターピクチャーズ監修・原康夫描きおろし

DVD＆Blu-ray第11弾
- side-ア
  - ザキヤマ&フジモンがパクりたい-1グランプリ①
  - ザキヤマ&フジモンがパクりたい-1グランプリ②
- side-メ
  - ガラスの仮面芸人
  - 中川家大好き芸人
  - ラグビー芸人（特典映像）
- 着せ替えジャケット
  - 美内すずえ描きおろし

- side-ア
  - 芸人体当たりシミュレーション
  - タッチ芸人
- side-メ
  - CoCo壱番屋芸人
  - ひとり暮らし長〜い芸人
  - 将棋たのしい芸人（特典映像）
- 着せ替えジャケット
  - あだち充描きおろし

- side-ア
  - ドラゴンクエスト芸人
  - バイク芸人②
  - 今、バイクが熱い芸人
- side-メ
  - 人見知り芸人···その後
  - カメラかじってる芸人
  - 麻雀芸人（特典映像）
- 着せ替えジャケット
  - スクウェア・エニックス監修

DVD＆Blu-ray第12弾
- side-ア
  - ビビり-1グランプリ
  - キングダム芸人
- side-メ
  - ブラマヨ吉田を支持する会
  - iPhone使いこなせてない芸人
  - 第4回芸人ドラフト会議（特典映像）
- 着せ替えジャケット
  - 原泰久描きおろし

- side-ア
  - 運動神経悪い芸人
  - ついつい食べ過ぎちゃう芸人
- side-メ
  - スーパーマリオ芸人
  - 小沢という変人 SEKAI NO OZAWA
  - 本屋で読書芸人（特典映像）
- 着せ替えジャケット
  - 任天堂監修

- side-ア
  - ザキヤマ&フジモンがパクりたい-1グランプリ③
  - 芸人体当たりシミュレーション③
- side-メ
  - ストリートファイターⅡ芸人
  - 中学の時イケてないグループに属していた芸人 〜高校編〜
  - 猫メロメロ芸人（特典映像）
- 着せ替えジャケット
  - CAPCOM監修

DVD＆Blu-ray第13弾
- side-ア
  - ザキヤマ&フジモンがパクりたい-1グランプリ④
  - ひんしゅく体験!! ナダル・アンビリバボー
- side-メ
  - スゴイんだぞ!! 西野さん
  - 桃太郎電鉄芸人
  - だから嫌いなんだ発表会!!（特典映像）
- 着せ替えジャケット
  - KONAMI監修

- side-ア
  - 優勝!! 広島カープ芸人
  - 絵心ない芸人
- side-メ
  - 出川と狩野'13〜'15
  - 帰ろか…千鳥
  - たくさんいるぞ!!オリラジ同期芸人（特典映像）
- 着せ替えジャケット
  - 広島東洋カープ監修（広島県ではビジターカラー・その他はホームカラー）

- side-ア
  - ビビリ-1グランプリ
  - 運動神経悪い芸人
- side-メ
  - 今もアツイぞ!!キン肉マン芸人
  - 渡部大好き芸人
  - アメトーーク!presents ブラマヨ吉田の変愛トーーク（特典映像）
- 着せ替えジャケット
  - ゆでたまご描きおろし

DVD＆Blu-ray第14弾
- side-ア
  - 踊りたくない芸人
  - 仮面ライダー芸人
- side-メ
  - 定時制高校芸人
  - 高校ダブり芸人
  - 第5回 芸人ドラフト会議（特典映像）
- 着せ替えジャケット
  - 石森プロ監修

- side-ア
  - 運動神経悪い芸人
  - 情熱大陸出たい芸人
- side-メ
  - ファミコン芸人
  - 本屋で読書芸人
  - 同じ事務所に同類芸人（特典映像）
- 着せ替えジャケット
  - 任天堂監修

- side-ア
  - ザキヤマ&フジモンがパクりたい-1グランプリ⑤
  - 鉄道芸人
- side-メ
  - さよなら綾部
  - マンガ大好き芸人
  - 勉強大好き芸人（特典映像）
- 着せ替えジャケット
  - JRグループ監修

DVD＆Blu-ray第15弾
- side-ア
  - 踊りたくない芸人
  - 揚げ物大好き芸人
- side-メ
  - ありがとう品川〜嫌われ者に救われた芸人たち〜
  - プロレス大好き芸人
  - あえて今見たい! 10年前の映像シリーズ あぶら揚げ芸人（特典映像）

- side-ア
  - ウルトラマン芸人
  - 元々ボケやってたツッコミ芸人
- side-メ
  - キャンプたのしい芸人
  - ひんしゅく体験! ナダル・アンビリバボー
  - あえて今見たい! 10年前の映像シリーズ 東京にハマってない芸人（特典映像）
- 着せ替えジャケット
  - 円谷プロ監修

- side-ア
  - 鉄道ファンクラブ
  - 激動の同期芸人
- side-メ
  - お肌よわよわ芸人
  - 緊急!!江頭2:50SP
  - あえて今見たい! 10年前の映像シリーズ レギュラーにしてもらえない芸人（特典映像）

## 特記事項
- 2009年7月28日は、雨上がり決死隊結成20周年のお祝いSPと題して放送。サプライズゲストに明石家さんまがゲスト出演した。
- 2011年12月30日は18:30 - 23:10で過去2番目に長い4時間40分の拡大版が放送され、長音符の数も『アメトーーーーーーーーーク』と9本になった。
  - 2012年からは18:30 - 23:30と20分拡大して5時間となり、長音符も『アメトーーーーーーーーーーク』と10本になった。以降、毎年12月30日に5時間（2018年は5時間15分・2019年は5時間19分）の拡大版が放送されるのが恒例となっている。
  - 2021年からは18:00 - 23:40とさらに40分拡大して5時間40分となり、長音符も『アメトーーーーーーーーーーーク』と11本に増えた。
- 2013年4月に番組開始10周年を迎えた。これを記念する形で、同年4月14日よりCS放送テレ朝チャンネル1で『アメトーーク!セレクション』と題し、DVD化されていない過去の作品を中心に再放送が行われている。
- 2014年9月18日の放送終了後に公式サイトおよびYouTubeにてアメトーーク! ネットムービーが配信されることが発表された。
- 2015年4月から一時期までジャンクションでは、『アメトーーク!』と『夜の巷を徘徊する』の2番組一緒に予告映像を紹介していた（「このあとアメトーーク!」、「続いて0時15分から夜の巷を徘徊する」）[注 15]。
- 2015年7月18日には、21:00 - 23:06に『緊急アメトーーーーク!』と題して、当番組初の土曜日のゴールデンタイムに2時間の拡大版が放送された。
- 2016年2月21日には、18:57 - 21:00に、年末以外では初の日曜日のゴールデンタイムに2時間の拡大版が放送された。
- 2016年4月14日は、当初は放送予定だったが、同日21時26分頃に熊本地震（前震）が発生したことに伴い、急遽ANN報道特別番組に差し替えられたため、休止となった。当該回については同年4月28日に振替放送された。
- 2016年7月16日には、1年振りに土曜日21:25 - 23:31で『土曜プライム・夏のアメトーーーーク! 高校野球大大大大好き 栄冠は君に輝くSP!!』を放送[注 16]。この枠は同年4月より新たに『土曜プライム』（それまでの『土曜ワイド劇場』は一企画に変更）となったが、同枠では5月21日に『叡古教授の事件簿』、5月28日に『ゴールドウーマン』といった『土曜ワイド劇場』以外の単発スペシャルドラマを放送したため、当番組は『土曜プライム』では初の非ドラマとなる。
- 2016年10月からは従来での木曜ネオバラ枠での放送を継続したまま、日曜日18:57 - 19:58にも『日曜もアメトーーク!』として放送され、週2回放送になった。ネオバラ枠とゴールデンタイムでの週2回放送は、2011年秋に日曜19時台の放送に一本化された『シルシルミシル』以来5年ぶりとなる[28]。なお、（曜日に関係なく）毎年12月30日に放送している5時間SPについて、2016年・2017年に限り、『日曜もアメトーーク!』の臨時枠移動・拡大扱いで放送され2018年は、4か月ぶりに日曜日に放送され、5時間15分に拡大された。
- 『日曜もアメトーーク!』の視聴率は、初回2時間SP（18:57 - 21:00、62分後拡大）が9.3%（ビデオリサーチ調べ、関東地区・世帯・リアルタイム）であり[29]、2016年10月クール（全6回[注 17]）の加重平均の視聴率は10.9%であり、枠移動・縮小前の『日本人の3割しか知らないこと くりぃむしちゅーのハナタカ!優越館』の同年7月クールの加重平均の視聴率より2.7ポイント上昇した（ビデオリサーチ調べ、関東地区・世帯・リアルタイム）[30]。
- また、19時台番組や20時台番組の交互特番が多い中、『日曜もアメトーーク!』は初回に2時間SPを放送した後は、20時台の『大改造!!劇的ビフォーアフター（SEASON II）』→『人生で大事なことは○○から学んだ』（以上朝日放送制作）との1時間・2本立てで放送、1時間バラエティ番組2体制で交互特番を行わないのは珍しい。そんな中2017年3月19日には半年弱振りの2時間SPを放送、翌3月26日にも2時間SPを放送、ゴールデンでは初の2週連続の2時間SPとなる。そして2017年11月より20時台番組がテレビ朝日制作の『ビートたけしのスポーツ大将』（第3期）に代わってからは交互特番が頻発、『スポーツ大将』との1時間2本立ては、2017年11月26日（後述）の1回しかない[注 18]。
- 2017年11月26日・2018年7月8日放送の『日曜もアメトーーク!』は、直前番組『イチから住 〜前略、移住しました〜』の1分後拡大のため、通常より1分繰り下げ・短縮の18:58開始の短縮版となった。直前番組『イチから住 〜前略、移住しました〜』からの接続は通常はステブレレスだが、この回はジャンクション・ステブレ入りとなった。
- 2018年9月2日の「2時間拡大版」をもって『日曜もアメトーーク!』の放送を終えた（ただしテレビ朝日の番組表や新聞ラテ欄等では最終回マークの付与はなかった）。
- 2021年10月7日は、放送開始前に千葉県で発生した地震の影響により報道特別番組を編成したため、この特別番組のネットを受けたほとんどの系列局で休止[31][32][注 19]、同日予定されていた「よしもと漫才劇場芸人」の回は2週遅れて10月21日に放送された[35][注 20]（当日は10分遅れで23:25 - 0:25に放送[注 21]）。
- 2023年3月2日は当初、「井森美幸大好き芸人」を放送する予定であったが、企画発起人の山里亮太が体調不良のため企画を延期し、残った出演者で「せっかく集まったけど何か撮りましょうよ芸人」として1時間のフリートークを展開した[37]。延期となった「井森美幸大好き芸人」はその後、5月25日に放送された[38]。

## BGM
番組中、とくにMCの雨上がり→蛍原が話題を変える際、さまざまな洋楽のヒットナンバーがBGMとして使用されている。
- オープニングテーマ：ピート・シェリー『テレフォン・オペレーター』
- エンディングテーマ：ザ・ナック『マイ・シャローナ』
  - ゴールデン特番では『マイ・シャローナ』がオープニングとなる。

なお出囃子にはScudelia Electroの『GOOD BYE NAUTILUS -さよならノーチラス号』の一部イントロが使用され、番組前のスポットではPOLYSICSによるカバーの『マイ・シャローナ』が流れる。番組のDVDの告知にはRCサクセションの『雨上がりの夜空に』が流れる。

## スタッフ
- ナレーター：佐藤賢治
- 構成：そーたに、中野俊成、町田裕章、岩本哲也、遠藤敬、奈佐はぢめ、松橋周太呂、植田将崇
- カメラ：辻稔、佐藤厚誠
- VE：武藤康広
- AUD：谷口健二（以前は音声）
- LD：木内聡、中本明人、越前充弘（中本→以前は照明）
- 電飾：安田勝広、伊藤夢佳、柴山潤
- 美術：遠藤ゆか
- デザイン：前田香織
- 大道具：関慎平、三浦侑記
- 小道具：藤井知香、河瀬郁子、伊藤桃香
- 装飾：貝増心（以前は電飾）
- CG：横井勝
- ヘアメイク：甲斐女衣花、関口裕子、佐野真夏
- 編集：黒澤雅之、榎本菜穂、古木亮太、小守優衣子、柳元利秋、加藤優弥、長谷川一彦、久保田真伍
- MA：前田悠貴、松田直起、首藤英一郎、城間美里
- 音効：栗田勇児
- タイトル：リトルベア
- イラスト：Kanos
- TK：村田理実
- 宣伝：下惠子
- 編成：清水正太郎、平井聡一郎
- コンテンツ：荒木美住（以前はデジタルコンテンツ→一時離脱）
- AP：山口紋佳（2022年10月13日 - ）
- 技術協力：スウィッシュ・ジャパン、テレテック、TSP、テイクシステムズ
- ディレクター：中本訓彦、金成吾、河野貴文、小野晋太郎、長澤佳苗、笹部秀斗、西原将寧、林大智
- プロデューサー・チーフディレクター：尾形了（2021年7月22日 - 、以前はディレクター→2020年6月から2021年6月までチーフディレクター）
- プロデューサー：安孫子みどり（以前はAP）
- ゼネラルプロデューサー：小島健嗣（2021年7月22日 - 、2012年7月26日から2021年6月までプロデューサー・ディレクター）
- 演出・エグゼクティブプロデューサー：加地倫三（2018年7月26日 - 、以前は演出・プロデューサー→2014年4月3日から2018年7月12日まで演出・ゼネラルプロデューサー）
- 制作：テレビ朝日ビジネスソリューション本部 コンテンツ編成局第1制作部
- 制作著作：テレビ朝日

### 歴代のスタッフ
- チーフプロデューサー：板橋順二
- ゼネラルプロデューサー：藤井智久（以前はCP）
- プロデューサー：鈴木雅彦（以前はAP）、小池花恵（吉本興業）
- ディレクター：藤城剛、村山俊彦、山田直樹、別府義崇、齋藤弘一、磯畑哲也、市村進之介、有賀響平、高橋佑輔、海老根達朗、高安義則、山田雅大、井上一平、渡邊桃子、角谷明仁
- 制作スタッフ：細野裕嗣、大石依里香、山外翼、田中亮、蔵原聖二郎
- 編成：松野良紀、林雄一郎、高橋正輝、吉村周、寺田伸也、金澤美保、石田菜穂子、船引貴史、池田佐和子、谷山沙要、須藤なぎさ、高崎壮太、吉冨大輔、芝高啓介、秋谷祥加、田中真由子、新谷拓也、小宮立千、岡村地郎、米川宝、沢登孝介、宇喜多宏美、北見駿也
- 広報・宣伝：箕田夕佳、加藤瑞穂、中嶋哲也、望野智美、高橋夏子、渡辺章太郎、村上理絵、池谷麻依、松本基弘、寿崎和臣
- 構成：渡辺鐘
- カメラ：久世大輔、芳川和也
- 音声：山本賢、目野智子、牧野正義
- 照明：桑原則幸、岩壁正典、山田桃、佐藤清隆
- 美術：高原篤
- 美術進行：廣澤陽子、小林千映、飛田幸、楢崎仁志、森みどり、柴田岳、中山めぐみ、寺岡悠介、仲田幸正、池田彩乃、小川憲昭
- 電飾：齋藤啓樹
- 大道具：古谷俊朗、高子昌樹、鈴木敦
- 小道具：益子尚正、鈴木智絵
- モニター：安田佳弘
- 特殊効果：吉川剛史
- 衣裳：樋口唱平、片瀬美穂
- 編集：若山広明、岡田直樹、鈴木大助、室井智之、米澤武史、竹内敏雅、最上昌哉、高橋将和、村上紫野、菊池正晴
- 編集アシスタント：田中友美、田中芳彦
- MA：福嶋由幸、山松はるな、有路賢二郎
- TK：林邉ゆかり、草野麻里
- イラスト：加濃将太、ぴーたん
- デジタルコンテンツ：西村裕明
- 観客整理：石川幸二・倉田有規（アーキテクト）
- 車輌：上田健次
- 技術協力：IMAGICA
- 制作協力：SION

## ネット局

### 雨上がり決死隊のトーク番組アメトーーク!→アメトーーク!
| 放送対象地域   | 放送局                       | 系列           | 放送日時                     | 遅れ          | 脚注                          |
| -------------- | ---------------------------- | -------------- | ---------------------------- | ------------- | ----------------------------- |
| 関東広域圏     | テレビ朝日（EX）             | テレビ朝日系列 | 木曜 23:15 - 翌0:15          | 制作局        | 制作局                        |
| 北海道         | 北海道テレビ（HTB）          | テレビ朝日系列 | 木曜 23:15 - 翌0:15          | 同時ネット    |                               |
| 青森県         | 青森朝日放送（ABA）          | テレビ朝日系列 | 木曜 23:15 - 翌0:15          | 同時ネット    |                               |
| 岩手県         | 岩手朝日テレビ（IAT）        | テレビ朝日系列 | 木曜 23:15 - 翌0:15          | 同時ネット    |                               |
| 宮城県         | 東日本放送（khb）            | テレビ朝日系列 | 木曜 23:15 - 翌0:15          | 同時ネット    |                               |
| 秋田県         | 秋田朝日放送（AAB）          | テレビ朝日系列 | 木曜 23:15 - 翌0:15          | 同時ネット    |                               |
| 山形県         | 山形テレビ（YTS）            | テレビ朝日系列 | 木曜 23:15 - 翌0:15          | 同時ネット    |                               |
| 福島県         | 福島放送（KFB）              | テレビ朝日系列 | 木曜 23:15 - 翌0:15          | 同時ネット    | [ 39 ]                        |
| 長野県         | 長野朝日放送（abn）          | テレビ朝日系列 | 木曜 23:15 - 翌0:15          | 同時ネット    |                               |
| 新潟県         | 新潟テレビ21（UX）           | テレビ朝日系列 | 木曜 23:15 - 翌0:15          | 同時ネット    |                               |
| 静岡県         | 静岡朝日テレビ（SATV）       | テレビ朝日系列 | 木曜 23:15 - 翌0:15          | 同時ネット    |                               |
| 石川県         | 北陸朝日放送（HAB）          | テレビ朝日系列 | 木曜 23:15 - 翌0:15          | 同時ネット    |                               |
| 中京広域圏     | 名古屋テレビ（メ〜テレ/NBN） | テレビ朝日系列 | 木曜 23:15 - 翌0:15          | 同時ネット    |                               |
| 広島県         | 広島ホームテレビ（HOME）     | テレビ朝日系列 | 木曜 23:15 - 翌0:15          | 同時ネット    |                               |
| 山口県         | 山口朝日放送（yab）          | テレビ朝日系列 | 木曜 23:15 - 翌0:15          | 同時ネット    |                               |
| 香川県・岡山県 | 瀬戸内海放送（KSB）          | テレビ朝日系列 | 木曜 23:15 - 翌0:15          | 同時ネット    |                               |
| 愛媛県         | 愛媛朝日テレビ（eat）        | テレビ朝日系列 | 木曜 23:15 - 翌0:15          | 同時ネット    |                               |
| 福岡県         | 九州朝日放送（KBC）          | テレビ朝日系列 | 木曜 23:15 - 翌0:15          | 同時ネット    | [ 注 22 ]                     |
| 長崎県         | 長崎文化放送（ncc）          | テレビ朝日系列 | 木曜 23:15 - 翌0:15          | 同時ネット    |                               |
| 熊本県         | 熊本朝日放送（KAB）          | テレビ朝日系列 | 木曜 23:15 - 翌0:15          | 同時ネット    |                               |
| 大分県         | 大分朝日放送（OAB）          | テレビ朝日系列 | 木曜 23:15 - 翌0:15          | 同時ネット    |                               |
| 鹿児島県       | 鹿児島放送（KKB）            | テレビ朝日系列 | 木曜 23:15 - 翌0:15          | 同時ネット    |                               |
| 沖縄県         | 琉球朝日放送（QAB）          | テレビ朝日系列 | 木曜 23:15 - 翌0:15          | 同時ネット    |                               |
| 近畿広域圏     | 朝日放送テレビ（ABC TV）     | テレビ朝日系列 | 金曜 0:30 - 1:32（木曜深夜） | 1時間15分遅れ | [ 注 23 ] [ 注 24 ] [ 注 25 ] |
| 富山県         | 富山テレビ（BBT）            | フジテレビ系列 | 火曜 0:35 - 1:35（月曜深夜） | 遅れネット    | [ 注 26 ]                     |
| 島根県・鳥取県 | さんいん中央テレビ（TSK）    | フジテレビ系列 | 土曜 0:55 - 1:55（金曜深夜） | 遅れネット    | [ 注 27 ]                     |
| 高知県         | 高知放送（RKC）              | 日本テレビ系列 | 金曜 0:54 - 1:54（木曜深夜） | 遅れネット    |                               |
| 宮崎県         | 宮崎放送（mrt）              | TBS系列        | 月曜 23:56 - 翌0:56          | 遅れネット    | [ 注 28 ]                     |

### 日曜もアメトーーク!
- 2018年9月2日をもって終了。

| 放送対象地域   | 放送局                       | 系列           | 放送日時           | 遅れ       |
| -------------- | ---------------------------- | -------------- | ------------------ | ---------- |
| 関東広域圏     | テレビ朝日（EX）             | テレビ朝日系列 | 日曜 18:57 - 19:58 | 制作局     |
| 北海道         | 北海道テレビ（HTB）          | テレビ朝日系列 | 日曜 18:57 - 19:58 | 同時ネット |
| 青森県         | 青森朝日放送（ABA）          | テレビ朝日系列 | 日曜 18:57 - 19:58 | 同時ネット |
| 岩手県         | 岩手朝日テレビ（IAT）        | テレビ朝日系列 | 日曜 18:57 - 19:58 | 同時ネット |
| 宮城県         | 東日本放送（KHB）            | テレビ朝日系列 | 日曜 18:57 - 19:58 | 同時ネット |
| 秋田県         | 秋田朝日放送（AAB）          | テレビ朝日系列 | 日曜 18:57 - 19:58 | 同時ネット |
| 山形県         | 山形テレビ（YTS）            | テレビ朝日系列 | 日曜 18:57 - 19:58 | 同時ネット |
| 福島県         | 福島放送（KFB）              | テレビ朝日系列 | 日曜 18:57 - 19:58 | 同時ネット |
| 長野県         | 長野朝日放送（abn）          | テレビ朝日系列 | 日曜 18:57 - 19:58 | 同時ネット |
| 新潟県         | 新潟テレビ21（UX）           | テレビ朝日系列 | 日曜 18:57 - 19:58 | 同時ネット |
| 静岡県         | 静岡朝日テレビ（SATV）       | テレビ朝日系列 | 日曜 18:57 - 19:58 | 同時ネット |
| 石川県         | 北陸朝日放送（HAB）          | テレビ朝日系列 | 日曜 18:57 - 19:58 | 同時ネット |
| 中京広域圏     | 名古屋テレビ（メ〜テレ/NBN） | テレビ朝日系列 | 日曜 18:57 - 19:58 | 同時ネット |
| 近畿広域圏     | 朝日放送テレビ（ABC TV）     | テレビ朝日系列 | 日曜 18:57 - 19:58 | 同時ネット |
| 広島県         | 広島ホームテレビ（HOME）     | テレビ朝日系列 | 日曜 18:57 - 19:58 | 同時ネット |
| 山口県         | 山口朝日放送（yab）          | テレビ朝日系列 | 日曜 18:57 - 19:58 | 同時ネット |
| 香川県・岡山県 | 瀬戸内海放送（KSB）          | テレビ朝日系列 | 日曜 18:57 - 19:58 | 同時ネット |
| 愛媛県         | 愛媛朝日テレビ（eat）        | テレビ朝日系列 | 日曜 18:57 - 19:58 | 同時ネット |
| 福岡県         | 九州朝日放送（KBC）          | テレビ朝日系列 | 日曜 18:57 - 19:58 | 同時ネット |
| 長崎県         | 長崎文化放送（ncc）          | テレビ朝日系列 | 日曜 18:57 - 19:58 | 同時ネット |
| 熊本県         | 熊本朝日放送（KAB）          | テレビ朝日系列 | 日曜 18:57 - 19:58 | 同時ネット |
| 大分県         | 大分朝日放送（OAB）          | テレビ朝日系列 | 日曜 18:57 - 19:58 | 同時ネット |
| 鹿児島県       | 鹿児島放送（KKB）            | テレビ朝日系列 | 日曜 18:57 - 19:58 | 同時ネット |
| 沖縄県         | 琉球朝日放送（QAB）          | テレビ朝日系列 | 日曜 18:57 - 19:58 | 同時ネット |
| 富山県         | 富山テレビ（BBT）            | フジテレビ系列 | 不定期放送         | 不定期放送 |

### 放送時間の変遷
| 放送期間 | 放送期間 | 雨上がり決死隊のトーク番組アメトーーク! | 雨上がり決死隊のトーク番組アメトーーク! | 日曜もアメトーーク!        |
| 放送期間 | 放送期間 | 放送曜日                                | 放送時間（JST）                         | 放送時間（JST）            |
| -------- | -------- | --------------------------------------- | --------------------------------------- | -------------------------- |
| 2003.04  | 2005.09  | 火曜（月曜深夜）                        | 0:16 - 0:46（30分）                     | （放送無し）               |
| 2005.10  | 2006.09  | 火曜（月曜深夜）                        | 0:15 - 0:45（30分）                     | （放送無し）               |
| 2006.10  | 2009.09  | 木曜                                    | 23:15 - 翌0:10（55分）                  | （放送無し）               |
| 2009.10  | 2016.09  | 木曜                                    | 23:15 - 翌0:15（60分）                  | （放送無し）               |
| 2016.10  | 2018.09  | 木曜                                    | 23:15 - 翌0:15（60分）                  | 日曜 18:57 - 19:58（61分） |
| 2018.10  | 2019.09  | 木曜                                    | 23:20 - 翌0:20（60分）                  | （放送無し）               |
| 2019.10  | 現在     | 木曜                                    | 23:15 - 翌0:15（60分）                  | （放送無し）               |

## スピンオフ
『アメトーーク!』本編を休止し、同じ時間帯で「アメトーーク!Presents」を冠して放送されている。スタジオは『アメトーーク!』のセットを流用。

### ホリケンふれあい旅 にんげんっていいな
2012年までに3回放送された「ホリケンほっとけない芸人」で行われた堀内健（ネプチューン）のロケ企画を1時間番組としたもの。タイトルは『まんが日本昔ばなし』のエンディングテーマ「にんげんっていいな」から流用したもので、同曲がテーマ曲となっている。アシスタント（テレビ朝日アナウンサー）は第1回が前田有紀、第2回が竹内由恵と弘中綾香、第3回以降が弘中綾香。パネリストは「ホリケンほっとけない芸人」と似た顔ぶれの男性お笑い芸人（関根勤、出川哲朗、東貴博、土田晃之、ビビる大木など）であり、SPパネリストはほとんど10代後期または20代の芸人以外の若手女性芸能人が多い。2019年最後に放送なし。
- 第1回（2012年12月20日） - ロケ地：香川、勝浦、指宿。SPパネリスト：相武紗季
- 第2回（2013年8月22日） - ロケ地：浜松、戸越銀座、小樽。SPパネリスト：北乃きい
- 第3回（2013年12月19日） - ロケ地：熊本、高知。SPパネリスト：北乃きい
- 第4回（2014年12月18日）- ロケ地：愛媛、青森。SPパネリスト：おのののか
- 第5回（2015年12月17日）- ロケ地：別府、那須。SPパネリスト：矢野優花[注 29]
- 第6回（2016年12月15日）- ロケ地：大津、富士河口湖。SPパネリスト：森田みいこ
- 第7回（2017年12月14日）- ロケ地：熱海・伊東、淡路島。SPパネリスト：emma
- 第8回（2018年12月13日）- ロケ地：金沢、長瀞。SPパネリスト：早見あかり
- 第9回（2019年12月19日）- ロケ地：岡山、愛知。SPパネリスト：河村花

### ブラマヨ吉田の変愛トーーク
2016年8月11日に放送。吉田敬（ブラックマヨネーズ）が「どうかしてる」（吉田が相容れない）恋愛観を持つ人々とトークバトルを繰り広げ、相方の小杉らがそれをモニタリング室で見守る。DVD 39巻に集録されている。

### 千鳥の大クセ写真館
2018年3月15日(木) 23時30分から翌0時30分に放送。アメトーーク大賞受賞記念。千鳥がMCを務める特別企画。ケンドーコバヤシ、高橋茂雄（サバンナ）、川島明（麒麟）、田中卓志（アンガールズ）、狩野英孝、ゆりやんレトリィバァがプライベートで撮影した癖のある写真を持ち寄り、エピソードを披露する。また、千鳥、狩野、中岡創一が東京に残る昔ながらの裏路地を探訪し、撮影した写真にまつわる話を披露する。

### AVサミット2019
2019年5月9日にAbemaTVで配信。DVD特典企画として行われた「AVサミット2016」のリブート企画を行う。
同年10月24日には「AVサミット2019秋」を行った。
2021年6月24日にはアメトーークCLUB開設と当時に「AVサミット2021」が配信。

### ストロングゼロおつまみドラフト会議
2019年5月24日にテレ朝動画、TVerなどで一定期間配信。「アメトーーク!」お馴染みの人気企画「芸人ドラフト会議」の特別版。ケンドーコバヤシ・山崎弘也（アンタッチャブル）・陣内智則・狩野英孝の4人が、『ストロングゼロ』を飲むときに一緒に食べたい“おつまみ”をドラフト形式で争奪する企画となっていた。
2020年7月2日からも続編が配信。小杉竜一、後藤輝基（フットボールアワー）、草薙航基（宮下草薙）の3人が参加し、山崎弘也は見届け人に回った。

## コラボレーション
2019年3月21日に放送。絵心ない芸人×クレヨンしんちゃんとコラボ。しんのすけと絵心ない芸人のキャラクターがコラボした模様を放送。

## パロディ
- めちゃ×2イケてるッ!（フジテレビ） -「ダメトーーク!」というコーナーが存在。ナインティナインと縁のある加地GPとスタッフが関わっている。
- ケシカスくん - ケシカスくんと修正液が司会を務める「カストーーク!」というパロディが行われた。
- 妖怪ウォッチ（テレビ東京） - 2017年6月2日放送の第173話で、雨に関連する妖怪がトークをする「アメノトーク」というパロディが行われた[50]。
- なんと!でんぢゃらすじーさん - 「なんトーーク!」というハガキのコーナーである。
- 魔進戦隊キラメイジャー - 2020年5月31日で新型コロナウイルスの影響で本編放送できなくなり急遽行われた特別編として「キラトーーク! 相方大好き魔進」、「キラトーーク! このバトルがスゴイ!!」というテレ朝公式パロディが2週に渡って行われており前半は魔進（キラメイジャーの乗り物）と変身者に関連してプレゼンを行い、後半は邪面師＆邪面獣（敵怪人）と魔進のバトルシーンを紹介する特別総集編が作られた。
- アイドリング!!!（フジテレビ） - 「アミトーーク」というコーナーが存在。菊地亜美を司会に、決まった括りで選ばれたアイドリング!!!メンバーとトークを行うというコーナー。
- あつまれ どうぶつの森 - ゲーム内に登場するテレビにおいて、本番組を模した番組が放送されている。
- 阪神タイガース ファン感謝デーで「虎トーーク!」というコーナーがある｡